# Індонезійський Калімантан

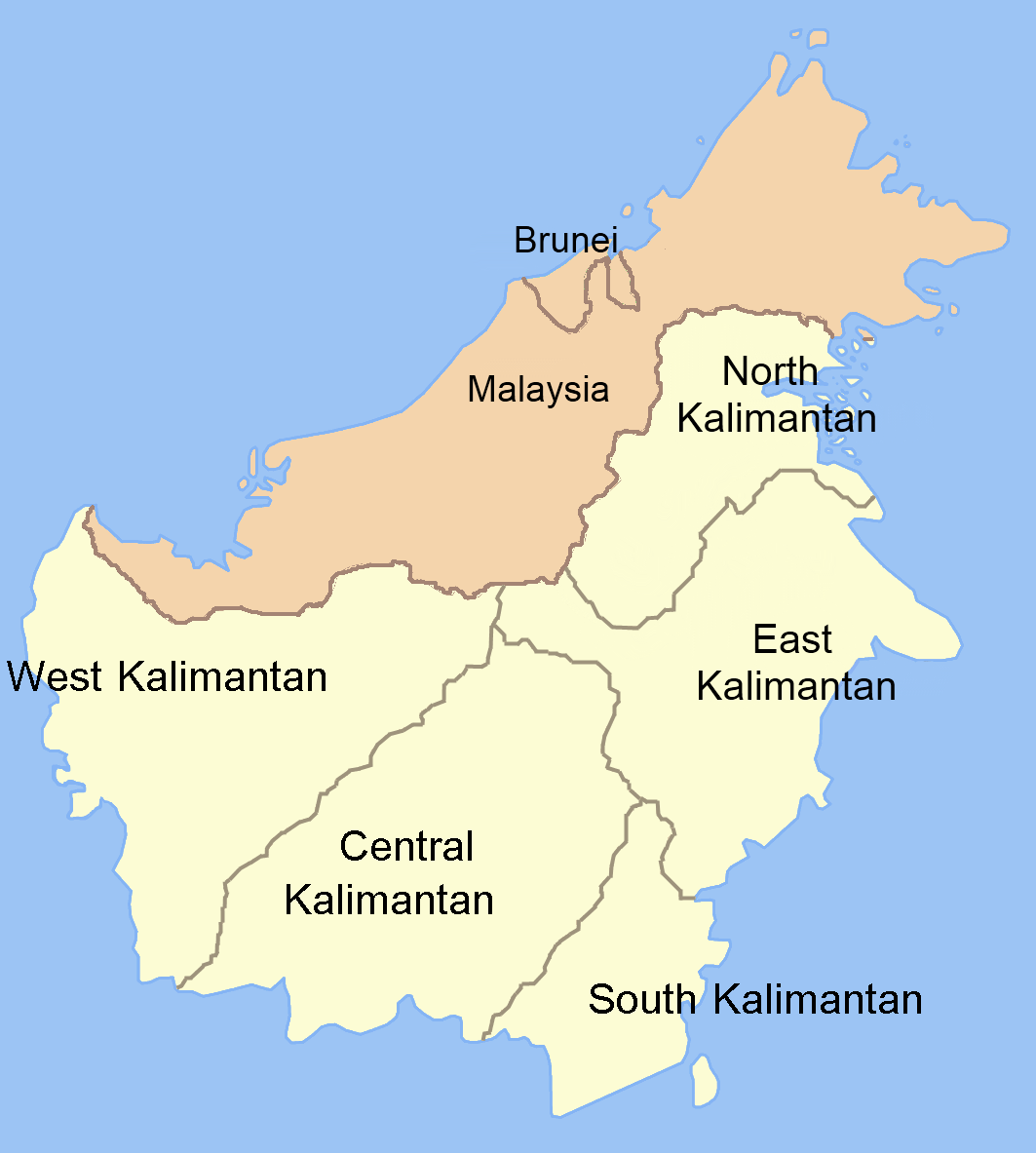
Адміністративний поділ острова Калімантан

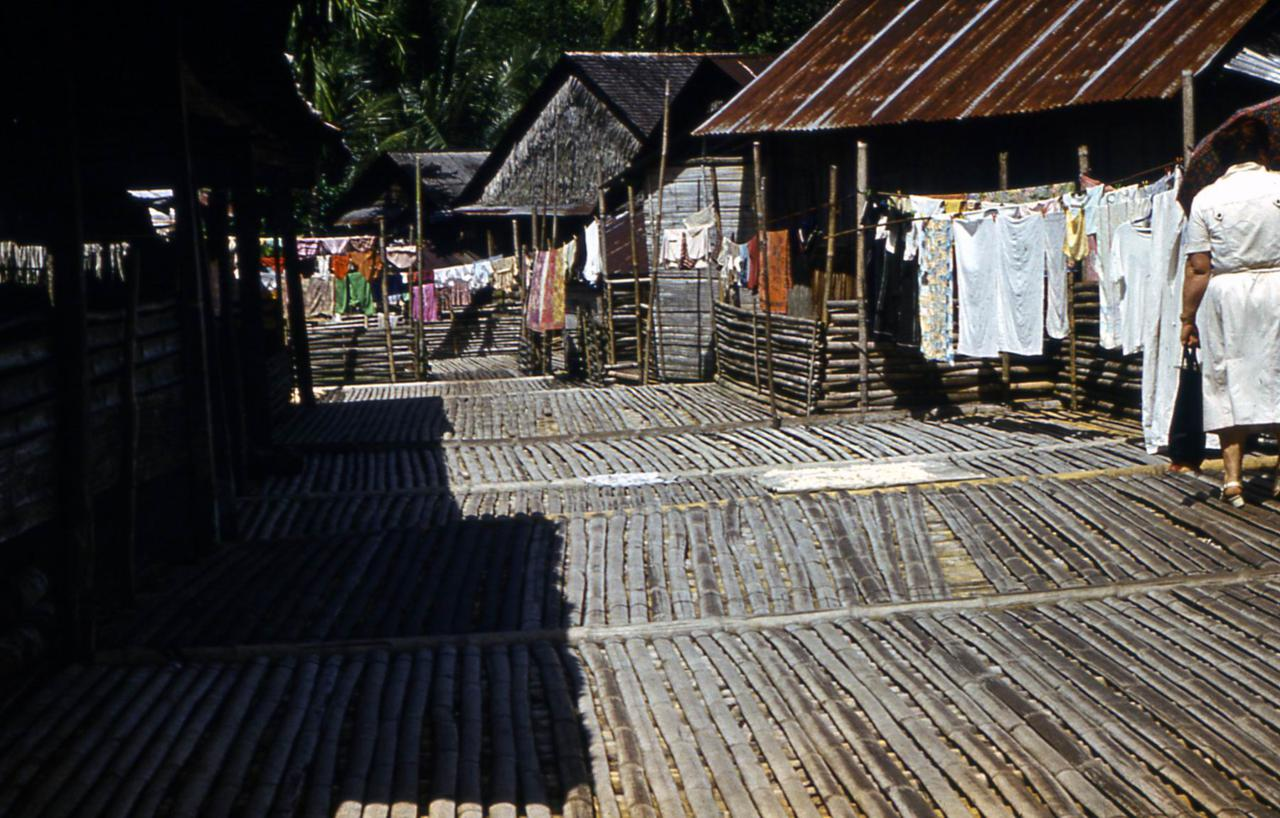
Сільська вулиця

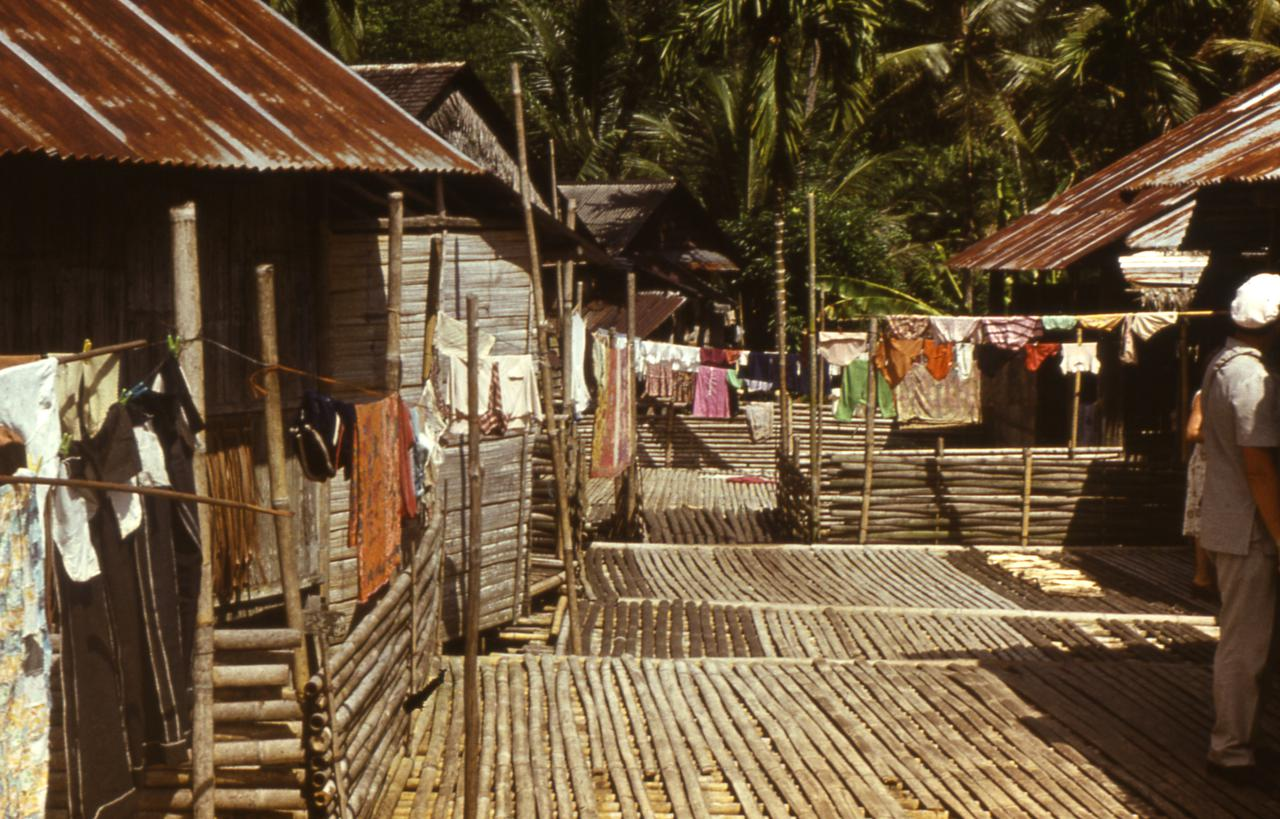
Село на палях в північному Калімантані

Індонезійська Каліманта́н або Індонезійське Борне́о — південна частина острова Калімантан (інша назва острова Борнео), що належить Індонезії. На острові розташовані також східна частина Малайзії та Бруней. В англійській мові індонезійську частину острова прийнято називати просто «Калімантан» (англ. Kalimantan), водночас увесь острів відомий під назвою Борнео (англ. Borneo).
Індонезійська частина острова займає площу 582 593 км², або приблизно 78 % території острова (загальна площа острова — 743 330 км²), тут проживає близько 70 % населення острова.

## Адміністративний поділ
Індонезійська частина Калімантану включає в себе п'ять провінцій:
| Провінція                                  | Площа (км²) | Усього населення (2005 оцінка) | Усього населення (2010 перепис) | Усього населення (2014 оцінка)         | Центр провінції |
| ------------------------------------------ | ----------- | ------------------------------ | ------------------------------- | -------------------------------------- | --------------- |
| Західний Калімантан (Kalimantan Barat)     | 147,307.00  | 4,042,817                      | 4,393,239                       | 4,546,439                              | Понтіанак       |
| Центральний Калімантан (Kalimantan Tengah) | 153,564.50  | 1,913,026                      | 2,202,599                       | 2,368,654                              | Паланкарая      |
| Південний Калімантан (Kalimantan Selatan)  | 38,744.23   | 3,271,413                      | 3,626,119                       | 3,913,908                              | Банджармасін    |
| Східний Калімантан (Kalimantan Timur)      | 133,357.62  | 2,840,874                      | 3,550,586                       | 4,115,741                              | Самаринда       |
| Північний Калімантан (Kalimantan Utara)    | 71,176.72   | 473,424                        | 524,526                         | included in total for Kalimantan Timur | Танджунгселор   |
| Усього                                     | 544,150.07  | 12,541,554                     | 14,297,069                      | 14,944,742                             |                 |